# Kevan Ohtsji
Kevan Ohtsji (* 14. Mai 1978 in Burnaby, British Columbia) ist ein kanadischer Schauspieler und Synchronsprecher.

## Leben
Ohtsji wurde am 14. Mai 1978 in Burnaby, einem Vorort von Vancouver, geboren, wo er auch aufwuchs. Er ist japanischer Herkunft und seine Familie lebt in dritter Generation in Kanada. Ende der 1990er Jahre übernahm er die Hauptrolle des Takeshi Shimazaki in Crying Freeman – Der Sohn des Drachen. Außerdem war er als Episodendarsteller unter anderen in den Fernsehserien X-Factor: Das Unfassbare, Breaker High und Drei stahlharte Profis. In den folgenden Jahren konnte er sich als Episodendarsteller in weiteren Fernsehserien als Schauspieler etablieren. 2011 war er in Der jüngste Tag – Das Ende der Menschheit als Lee Tahon zu sehen. Er wirkte in den Filmen Butterfly Effect, Traffic – Macht des Kartells und Coole Weihnachten mit und übernahm 2012 eine Nebenrolle in Das gibt Ärger. Ab 2018 hatte er wiederkehrende Rollen in den Fernsehserien Beyond, The Man in the High Castle, Altered Carbon – Das Unsterblichkeitsprogramm, Der Babysitter-Club und Virgin River inne.

## Filmografie (Auswahl)
- 1995: Crying Freeman – Der Sohn des Drachen (Crying Freeman)
- 1997: X-Factor: Das Unfassbare (Beyond Belief: Fact or Fiction, Fernsehserie)
- 1998: Breaker High (Fernsehserie, Episode 1x32)
- 1998: Drei stahlharte Profis (Three, Fernsehserie, Episode 1x02)
- 1998: American Dragons – Blutige Entscheidung (American Dragons)
- 1998: Die Bibel – Jeremia (Jeremiah, Fernsehfilm)
- 1999: Millennium – Fürchte deinen Nächsten wie Dich selbst (Millennium, Fernsehserie, Episode 3x18)
- 1999: Viper (Fernsehserie, Episode 4x20)
- 2000: First Wave – Die Prophezeiung (First Wave, Fernsehserie, Episode 2x19)
- 2000: Seven Days – Das Tor zur Zeit (Seven Days, Fernsehserie, Episode 3x01)
- 2000: Mysterious Ways (Fernsehserie, Episode 1x11)
- 2001: Die einsamen Schützen (The Lone Gunmen, Fernsehserie, Episode 1x02)
- 2001: Da Vinci’s Inquest (Fernsehserie, Episode 4x06)
- 2002: Outer Limits – Die unbekannte Dimension (The Outer Limits, Fernsehserie, Episode 7x21)
- 2002: Smallville (Fernsehserie, Episode 1x19)
- 2002: Breaking News (Fernsehserie, Episode 1x03)
- 2003: Twilight Zone (Fernsehserie, Episode 1x27)
- 2003: Spymate
- 2003: Dreamcatcher
- 2003: Jeremiah – Krieger des Donners (Jeremiah, Fernsehserie, Episode 2x10)
- 2003–2005: Stargate – Kommando SG-1 (Stargate SG-1, Fernsehserie, 5 Episoden)
- 2003–2005: Andromeda (Fernsehserie, 3 Episoden, verschiedene Rollen)
- 2004: The Goodbye Girl (Fernsehfilm)
- 2004: Butterfly Effect (The Butterfly Effect)
- 2004: Traffic – Macht des Kartells (Traffic)
- 2004: Human Nature
- 2004: Coole Weihnachten (A Very Cool Christmas, Fernsehfilm)
- 2005: Hot Wheels: AcceleRacers – Ignition (Fernsehfilm)
- 2005: Elektra
- 2005: Everything's Gone Green (Kurzfilm)
- 2005: Little Black Caddy (Kurzfilm)
- 2005: Thralls
- 2005: The Shortest Dream (Kurzfilm)
- 2005: Eighteen
- 2005: FBI: Die Vermittlerin (FBI: Negotiator, Fernsehfilm)
- 2006: Godiva's (Fernsehserie, Episode 2x09)
- 2006: Hell Hath No Fury
- 2006: Saved (Fernsehserie, Episode 1x09)
- 2006: Live Feed
- 2007: Traveler (Fernsehserie, 2 Episoden)
- 2007: Erster auf dem Mars (Race to Mars, Miniserie, 2 Episoden)
- 2007: A.M.P.E.D. (Fernsehfilm)
- 2008: Impulse – Tödliche Begierde (Impulse)
- 2008: Der Todes-Twister (NYC: Tornado Terror, Fernsehfilm)
- 2009: Fringe – Grenzfälle des FBI (Fringe, Fernsehserie, Episode 2x05)
- 2009: Alice (Miniserie, 2 Episoden)
- 2009: Serum 1831 (Kurzfilm)
- 2010: Henry's Glasses (Kurzfilm)
- 2010: Unnatural History (Fernsehserie, Episode 1x04)
- 2010: Hellcats (Fernsehserie, Episode 1x03)
- 2010: Tora (Kurzfilm)
- 2011: Der jüngste Tag – Das Ende der Menschheit (Collision Earth, Fernsehfilm)
- 2011: Mortal Kombat (Fernsehserie, 2 Episoden)
- 2011: True Justice (Fernsehserie, Episode 1x10)
- 2011: Lost in Wilderness – Unter Wölfen (Crash Site)
- 2012: Arctic Air (Fernsehserie, Episode 1x03)
- 2012: Das gibt Ärger (This Means War)
- 2012: Broken Trust
- 2013: Red Widow (Fernsehserie, Episode 1x07)
- 2013: Motive (Fernsehserie, Episode 1x12)
- 2013: Grave Halloween (Fernsehfilm)
- 2014: Godzilla
- 2014: Wedding Planner Mystery (Fernsehfilm)
- 2015: The Whispers (Fernsehserie, Episode 1x05)
- 2015: Mistresses (Fernsehserie, Episode 3x05)
- 2015: Fear the Walking Dead (Fernsehserie, Episode 1x02)
- 2015–2016: Arrow (Fernsehserie, 2 Episoden, verschiedene Rollen)
- 2016: No Tomorrow (Fernsehserie, Episode 1x10)
- 2016: Shadow of the Lotus
- 2017: Riverdale (Fernsehserie,  Episode 1x07)
- 2017: The Adventures of Hooligan Squad in World War III (Fernsehfilm)
- 2018: Beyond (Fernsehserie, 2 Episoden)
- 2018: Darc
- 2018: The Man in the High Castle (Fernsehserie, 4 Episoden)
- 2018: Hook Up (Kurzfilm)
- 2019: The Terror (Fernsehserie,  Episode 2x05)
- 2020: Altered Carbon – Das Unsterblichkeitsprogramm (Altered Carbon, Fernsehserie, 3 Episoden)
- 2020: My Best Friend's Bouquet (Fernsehfilm)
- 2020–2021: Der Babysitter-Club (Fernsehserie, 3 Episoden)
- 2021: Sweet Carolina (Fernsehfilm)
- 2021: Virgin River (Fernsehserie, 2 Episoden)

## Synchronisationen
- 2004: G.I. Joe: Valor vs. Venom
- 2004: G.I. Joe: Ninja Battles
- 2005: Hot Wheels AcceleRacers the Speed of Silence (Animationsfilm)
- 2005: Hot Wheels AcceleRacers: Breaking Point (Animationsfilm)
- 2005: Hot Wheels Acceleracers the Ultimate Race (Animationsfilm)
- 2005: Need for Speed: Most Wanted (Videospiel)
- 2005–2006: Hot Wheels Highway 35 World Race (Animationsserie, 3 Episoden)